# 三線巨口魚
三線巨口魚（学名：Trigonolampa miriceps）为輻鰭魚綱巨口鱼目巨口鱼科的其中一種。分布於大西洋熱帶至溫帶海域，屬深海魚類，棲息深度可達1860公尺，體長可達32公分。

## 外部連結
- 三線巨口魚的圖片（页面存档备份，存于）